# 合祀
合祀（ごうし）とは、神道の用語である。

## 概要
ある神社の祭神を、別の神社で合わせて祀ること（寄宮）。または、一つの神社に複数の祭神が祀られている状態のこと（相殿）。
合祭（ごうさい、がふさい）とも言う。
前者の合祀には、本殿で祭神を一緒に祀る本殿合祀と、神社の境内に元の神社を移転し境内社とする境内合祀、離れた飛地境内に移転し境外社とする飛地境内合祀の3種類がある。
明治から大正にかけての神社合祀令では多数の神社が合祀の末、廃社された。これら廃社された神社の中には、後に合祀されていた祭神を戻し（復祀）、再建されたものもある。